# Brachytalis fusca
Brachytalis fusca är en insektsart som beskrevs av Metcalf och Bruner. Brachytalis fusca ingår i släktet Brachytalis och familjen hornstritar. Inga underarter finns listade i Catalogue of Life.